# Interpol
 For alternative betydninger, se Interpol (flertydig). (Se også artikler, som begynder med Interpol)
International Criminal Police Organization er en international organisation for at forbedre samarbejdet mellem politi internationalt. 
Interpol er den internationale organisation med det femtestørste antal medlemslande, 196 medlemsnationer. Organisationen finansieres af årlige bidrag fra sine medlemmer. Interpols hovedkvarter ligger i den franske by Lyon.
På grund af Interpols politisk neutrale rolle må organisationen kun involvere sig i forbrydelser, der går på tværs af landegrænser.
Interpols hovedopgaver drejer sig om offentlig sikkerhed og terrorisme, organiseret kriminalitet, narkohandel, våbensmugling, trafficking, børnepornografi, økonomisk kriminalitet og korruption.
I 2001 blev ca. 1400[kilde mangler] personer arresteret som et resultat af Interpols oplysninger.
Ahmed Naser Al-Raisi (UAE) er chef fra november 2021.